# Steele County (Minnesota)
Steele County is een county in de Amerikaanse staat Minnesota.
De county heeft een landoppervlakte van 1.113 km² en telt 33.680 inwoners (volkstelling 2000). De hoofdplaats is Owatonna.

## Bevolkingsontwikkeling

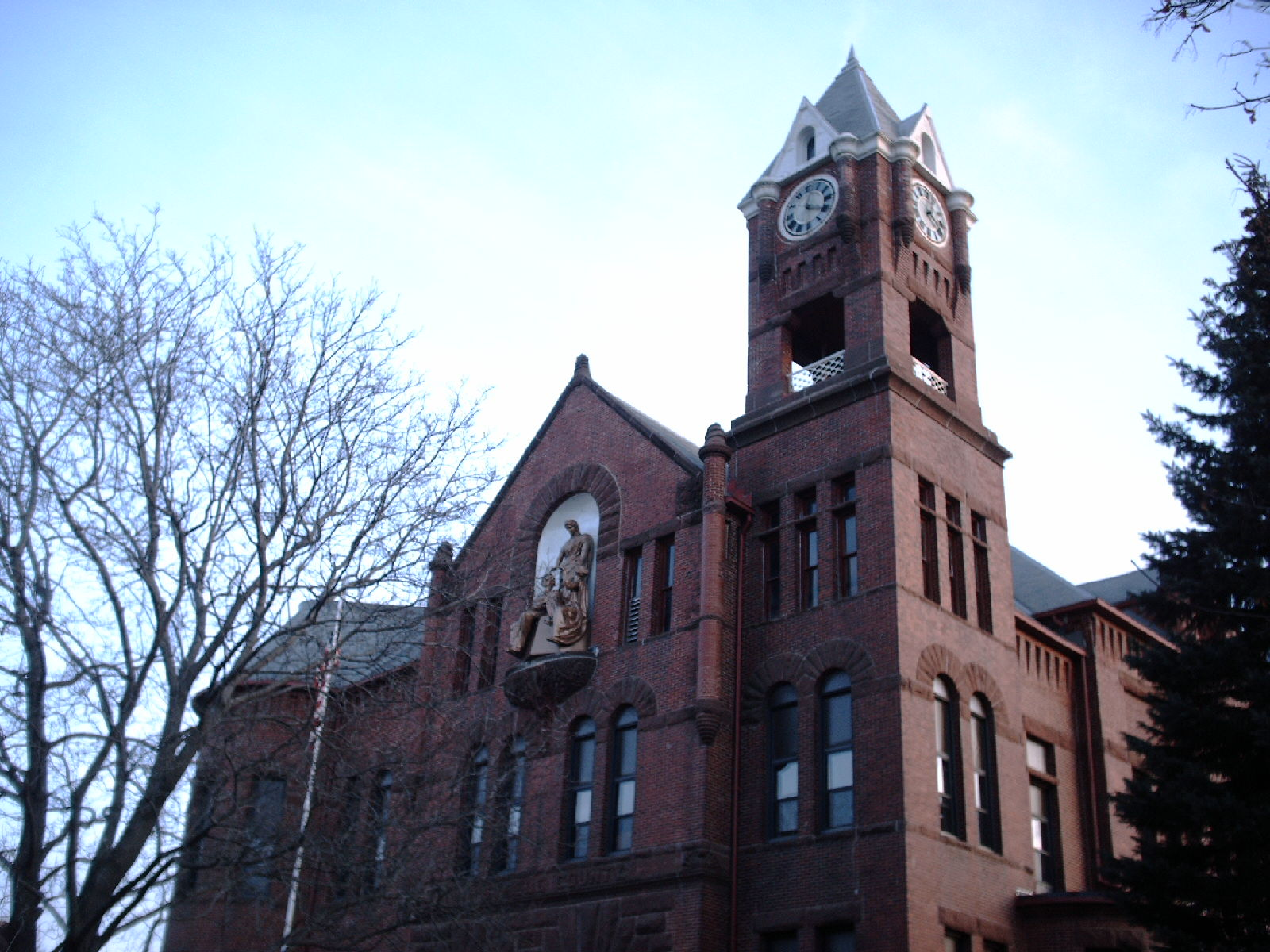
Steele County Courthouse